# I hatets mitt
I hatets mitt (engelska: The Walk-In) är en brittisk kriminal- och dramaserie för TV. Första säsongen bestod av fem avsnitt och hade premiär den 3 oktober 2022. Serien är baserad på verkliga händelser. Serien hade premiär på SVT Play den 5 juli 2023.

## Handling
Det råder politisk oro i Storbritannien efter brexit och flera terroristattacker. Situationen blir än värre när en ledamot av det brittiska parlamentet mördas på öppen gata av en högerextrem fanatiker.

## Rollista (i urval)
- Stephen Graham - Matthew Collins
- Andrew Ellis - Robbie Mullen
- Dean-Charles Chapman - Jack Renshaw
- Leanne Best - Alison
- Jason Flemyng - Nick Lowles
- Molly McGlynn - Natalie
- Shvorne Marks - Brenda
- Bobby Schofield - Matt Hankinson
- Dean-Charles Chapman - Jack Renshaw
- Jodie Prenger - Buckley
- Ryan McKen - Donkor